# Oláh Szabolcs
Oláh Szabolcs miskolci születésű énekes, zenész, dalszerző, grafikus-dizájner. Korábban a progresszív rock/metal After@All, jelenleg a FreshFabrik és az Arcangeli Zenésztársulat tagja. 2006-ban szerepelt a Megasztár döntőjében. Dalszerzőként, saját produkcióin túl számtalan magyar művész lemezein hallhatók szerzeményei (Rúzsa Magdi, Széles Izabella, Puskás Peti, Krisz Rudi stb.). A Szegedi Nemzeti Színházban ma is futó Macskafogó musical zenei rendezője és hangszerelője.
Szülei sportolók, édesapja Oláh Ferenc, olimpiai válogatott magyar labdarúgó, a DVTK játékosa.

## Diszkográfia
After@All
- A.C.I.D. (2001)
- Something to Show (EP, 2003)

FreshFabrik
- Finest (2006)
- MORA (2011)